# Cadegliano-Viconago
Cadegliano-Viconago är en kommun i provinsen Varese i regionen Lombardiet i Italien. Kommunen hade 2 181 invånare (2018).